# 二ツ井白神インターチェンジ
二ツ井白神インターチェンジ（ふたついしらかみインターチェンジ）は、秋田県能代市にある秋田自動車道のインターチェンジである。
国道7号琴丘能代道路（バイパス道路）の終点として供用されているため料金所設備はない。
2020年12月現在、当ICと蟹沢IC間が未開通であり、日本海沿岸東北自動車道の一部を構成する道路として、国道7号能代地区線形改良・二ツ井バイパス・二ツ井今泉道路、秋田県道325号大館能代空港西線鷹巣西道路が事業中である。

## 道路

### 本線
- E7 秋田自動車道（15番）

### 接続する道路
- 直接接続[2]
  - 国道7号（能代市中心部方面）
  - 国道7号 二ツ井バイパス（北秋田市方面）
  - 秋田県道317号西目屋二ツ井線（能代市二ツ井市街地方面）

## 周辺
- 東日本旅客鉄道（JR東日本）奥羽本線 富根駅、二ツ井駅
- 米代川

## 隣
E7 秋田自動車道
(14)能代東IC - (15)二ツ井白神IC
E7 日本海沿岸東北自動車道（事業中）
(15)二ツ井白神IC -（国道7号能代地区線形改良・二ツ井バイパス・二ツ井今泉道路、秋田県道325号大館能代空港西線鷹巣西道路）- (21)蟹沢IC